# Championnat de Slovénie féminin de volley-ball
Le Championnat de Slovénie de volley-ball féminin est une compétition de volley-ball organisée par la Fédération slovène de volley-ball (Odbojkarska zveza Slovenije, OZS). Il a été créé en 1991.

## Palmarès
| Année | Champion              | Finaliste          | Troisième           |
| ----- | --------------------- | ------------------ | ------------------- |
| 1992  | Paloma Branik         |                    |                     |
| 1993  | Paloma Branik         |                    |                     |
| 1994  | Abes Trade Celje      | Nova KBM Branik    |                     |
| 1995  | Bank Austria Bled     | Nova KBM Branik    | OK Celje            |
| 1996  | Infond Branik         | OK Bled            | TPV Novo Mesto      |
| 1997  | Kemiplas Koper        | Infond Branik      | TPV Novo Mesto      |
| 1998  | Infond Branik         | TPV Novo Mesto     | OK Luka Koper       |
| 1999  | Infond Branik         | TPV Novo Mesto     | ŽOK Ptuj            |
| 2000  | Infond Branik         | OK Luka Koper      | OK Hit Nova Gorica  |
| 2001  | Nova KBM Meltal       | OK Luka Koper      | OK Hit Nova Gorica  |
| 2002  | Nova KBM Branik       | Vital Ljubljana    | OK Hit Nova Gorica  |
| 2003  | OK Hit Nova Gorica    | Nova KBM Branik    | Vital Ljubljana     |
| 2004  | Sladki greh Ljubljana | Nova KBM Branik    | OK Benedikt         |
| 2005  | Sladki greh Ljubljana | OK Hit Nova Gorica | TPV Novo Mesto      |
| 2006  | TPV Novo Mesto        | Nova KBM Branik    | OK Hit Nova Gorica  |
| 2007  | OK Hit Nova Gorica    | TPV Novo Mesto     | Nova KBM Branik     |
| 2008  | OK Hit Nova Gorica    | Nova KBM Branik    | TPV Novo Mesto      |
| 2009  | Nova KBM Branik       | OK Hit Nova Gorica | OK Kamnik           |
| 2010  | Calcit Volleyball     | Nova KBM Branik    | OK Hit Nova Gorica  |
| 2011  | Nova KBM Branik       | Calcit Volleyball  | OK Luka Koper       |
| 2012  | Nova KBM Branik       | Calcit Volleyball  | OK Aliansa Šempeter |
| 2013  | Nova KBM Branik       | Calcit Volleyball  | OK Luka Koper       |
| 2014  | Nova KBM Branik       | Calcit Volleyball  | OK Formis           |
| 2015  | Calcit Volleyball     | Nova KBM Branik    | OK Luka Koper       |
| 2016  | Calcit Volleyball     | Nova KBM Branik    | OK Vital Ljubljana  |
| 2017  | Nova KBM Branik       | Calcit Volleyball  | Gen-I Volley        |
| 2018  | Nova KBM Branik       | Calcit Volleyball  | Formula Formis      |
| 2019  | Nova KBM Branik       | Gen-I Volley       | Calcit Volleyball   |
| 2020  | Calcit Volleyball     | Nova KBM Branik    | SIP Šempeter        |

## Bilan par club
| Club               | Titres | Ville       | Année                                                                                          |
| ------------------ | ------ | ----------- | ---------------------------------------------------------------------------------------------- |
| Nova KBM Branik    | 16     | Maribor     | 1992, 1993, 1996, 1998, 1999, 2000, 2001, 2002, 2009, 2011, 2012, 2013, 2014, 2017, 2018, 2019 |
| OK Kamnik          | 4      | Kamnik      | 2010, 2015, 2016, 2020                                                                         |
| OK Hit Nova Gorica | 3      | Nova Gorica | 2003, 2007, 2008                                                                               |
| OK Vital Ljubljana | 2      | Ljubljana   | 2004, 2005                                                                                     |
| OK Celje           | 1      | Celje       | 1994                                                                                           |
| OK Bled            | 1      | Bled        | 1995                                                                                           |
| OK Luka Koper      | 1      | Koper       | 1997                                                                                           |
| ŽOK Novo Mesto     | 1      | Novo Mesto  | 2006                                                                                           |